# Liste von Bauwerken in Cheb
Die Liste von Bauwerken in Cheb enthält die wichtigsten Bürgerhäuser von Cheb (Eger), die in der Enzyklopädie der Stadt Cheb aufgeführt sind. Die Gebäude am Marktplatz tragen vielfach historische Namen, die sich auf die Erbauer/Besitzer oder auf Gaststätten und ehemalige Häuser mit Braurecht und Schankrecht beziehen. Die meisten dieser Bauten wurden im 16. Jahrhundert in der Periode der Renaissance oder des späteren Klassizismus errichtet und stehen heute unter Denkmalschutz.
Die späteren Bauten des 19. Jahrhunderts, insbesondere in der ul. Svoboda (früher Bahnhofstraße), wurden von den Egerer Architekten Adam und Karl Haberzettl sowie Gustav Wiedermann im Neorenaissancestil oder Gründerzeitstil errichtet.

## Liste der Häuser mit Namen in Cheb-Eger
In dieser Liste sind die wichtigsten Häuser mit Namen in Cheb-Eger sowie einige weitere bedeutende Bauten aus dem 19. Jahrhundert zusammengestellt. Erläuterung: DS = unter Denkmalschutz
| Bild | Hausname                                                             | Adresse und Lage                                                                       | Bemerkung |
| ---- | -------------------------------------------------------------------- | -------------------------------------------------------------------------------------- | --- |
|      | Cramer-Haus                                                          | náměstí Krále Jiřího z Poděbrad 490/1 - Kamenná 490/2 (früher Steingasse) (Lage)       | DS, Cramersches Geschlechterhaus, verschiedene Bürgermeister von 1545 bis 1627, hier beim Bürgermeister Andreas Cramer übernachtete 1619 der Winterkönig Friedrich von der Pfalz, ehem. Marktplatz 490/1 |
|      | Kandler-Haus                                                         | náměstí Krále Jiřího z Poděbrad 491/2 (früher Marktplatz) (Lage)                       | DS, benannt nach Hans Kandler (1500), Empirefassade mit den Heiligenfiguren Schutzengel und Gottvater |
|      | Stadthaus (auch Pachelbel-Haus oder Junckher-Haus)                   | náměstí Krále Jiřího z Poděbrad 492/3 (Lage)                                           | DS, Haus des Bürgermeisters Pachelbel, Ort der Ermordung Wallensteins, jetzt Stadtmuseum |
|      | Müller-Haus                                                          | náměstí Krále Jiřího z Poděbrad 493/4 - Kostelní nám. 1 (früher Kirchenplatz) (Lage)   | DS, benannt nach dem Apotheker Johann Müller (1653), jetzt Stadtbibliothek und Depot des Stadtmuseums |
|      | Reichl-Haus                                                          | náměstí Krále Jiřího z Poděbrad 506/5 (Lage)                                           | DS, gotisches Haus, benannt nach dem Bürgermeister Johann Thomas Reichl († 1700) |
|      | Gabler-Haus                                                          | náměstí Krále Jiřího z Poděbrad 507/6 (Lage)                                           | DS, benannt nach dem Magistratsrat Anton Gabler (1733), gotisches Haus, spätbarocker Umbau 1773, Rokoko-Fassade mit reichen Rocailleornamenten und Allegorien der Vier Jahreszeiten, am Portal Madonnenrelief mit einem Chronogramm (1662), über dem Mittelfenster Taube des hl. Geistes |
|      | Schirndinger-Haus                                                    | náměstí Krále Jiřího z Poděbrad 508/7 (Lage)                                           | DS, das einzige rein gotisch erhaltene Patrizierhaus in Eger, Schirndinger´sches Geschlechterhaus, 1622–1626 Umbau im Renaissancestil |
|      | Haus „Zum goldenen Löwen“                                            | náměstí Krále Jiřího z Poděbrad 509/8 (Lage)                                           | DS, benannt nach der Apotheke (1630), ehem. Durchhaus zur Schulgasse |
|      | Eck-Haus                                                             | náměstí Krále Jiřího z Poděbrad 510/9 (Lage)                                           | DS, benannt nach dem Bildschnitzer, Kunsttischler und Intarsienschreiner Adam Eck (1645–1665) |
|      | Haus „Zum schwarzen Adler“                                           | náměstí Krále Jiřího z Poděbrad 511/10 (Lage)                                          | DS, benannt nach der Adler-Apotheke (1740), später auch Tachezy-Apotheke genannt, urspr. Name „Zum goldenen Hirsch“ (1665) |
|      | Haus „Zum Einhorn“                                                   | náměstí Krále Jiřího z Poděbrad 512/11 (Lage)                                          | DS, benannt nach dem Gasthaus (1539–1556) |
|      | Loimann-Haus                                                         | náměstí Krále Jiřího z Poděbrad 513/12 (Lage)                                          | DS, benannt nach dem Magistratsrat Anton Josef Loimann (1755–1837) |
|      | Brentano-Haus                                                        | náměstí Krále Jiřího z Poděbrad 514/13 (Lage)                                          | DS, benannt nach dem Kaufmann Anton Brentano (1712–1735), hier wurde 1721 vom Egerer Landtag die Pragmatische Sanktion anerkannt |
|      | Altes Rathaus                                                        | náměstí Krále Jiřího z Poděbrad 1/14 (Lage)                                            | DS, gotischer Bau aus dem 14. Jh. |
|      | Neues Rathaus                                                        | náměstí Krále Jiřího z Poděbrad 10/16 (Lage)                                           | DS, Barockbau, 1721/22 Entwurf vom Prager Baumeister Giovanni Battista Alliprandi (1665–1720), 1723–1728 Bauausführung durch die Egerer Festungsbaumeister Angelus Pfeffer und Joh. Christoph Faber |
|      | Schillerhaus (auch Junckher-Metternich-Haus genannt)                 | náměstí Krále Jiřího z Poděbrad 2/17 (Lage)                                            | DS, ehem. Gasthaus „Zum goldenen Hirsch“, nach dem Besuch Friedrich Schillers im Jahre 1791 als „Schillerhaus“ bezeichnet, von 1854 bis 1862 wohnte hier der Komponist Wenzel Heinrich Veit (1806–1864) |
|      | Pachelbel-Haus                                                       | náměstí Krále Jiřího z Poděbrad 3/18 (Lage)                                            | DS, Pachhelblisches Geschlechterhaus, Besitzer: Bürgermeister Wolfgang Pachelbel († 1620) sowie von 1625 bis 1629 Bürgermeister Wolf Adam Pachelbel, 1625, 1630 und 1632 Aufenthalt Wallensteins, Durchhaus zur Schulgasse |
|      | Kobrtsch-Gschihay-Haus                                               | náměstí Krále Jiřího z Poděbrad 4/19 (Lage)                                            | DS, Egerer Verlagshaus seit 1834 |
|      | Rupprecht-Haus ( Haus am linken Bildrand )                           | náměstí Krále Jiřího z Poděbrad 5/20 (Lage)                                            | DS, benannt nach dem Besitzer: Paul Rupprecht (1530), Empirefassade |
|      | Haus „Zum goldenen Stern“                                            | náměstí Krále Jiřího z Poděbrad 6/21 (Lage)                                            | ehem. Renaissancehaus mit Krüppelwalmdach und hoher Warenluke, Haus mit Schankgerechtigkeit, bevorzugtes Quartier von Goethe, 1895 abgerissen und 1905 neu aufgebaut, schlichte Fassade mit barock geschwungenem Blendgiebel, ab 1925 Hotel Frisch, später Hotel Stern (Hvězda) |
|      | Goldhammer-Haus (zerstört)                                           | náměstí Krále Jiřího z Poděbrad                                                        | benannt nach dem Lehrer und Chronisten Johann Goldhammer (1586–1594), beim Durchbruch der Bahnhofstr. 1865 abgerissen |
|      | Mehlsack-Haus                                                        | náměstí Krále Jiřího z Poděbrad 11/24 (Lage)                                           | DS, schmales Bürgerhaus, Besitzer: Hans Mehlsack (1531) |
|      | Otto-Haus                                                            | náměstí Krále Jiřího z Poděbrad 12/25 - Březinova 12/1 (früher Rothkirchstraße) (Lage) | DS, Eckhaus, Besitzer: Georg Adam Otto, Umbau durch Baumeister Adam Haberzettl (nach 1845) |
|      | Haus „Zu den zwei Erzherzögen“ (auch „Zu den zwei Prinzen“)          | náměstí Krále Jiřího z Poděbrad 471/26 - Březinova 2 (Lage)                            | DS, Benennung wegen der Übernachtung (1806) der beiden Erzherzöge Johann von Österreich (1782–1859) und Ludwig von Österreich (1784–1864), urspr. „Zum schwarzen Rössel“ (ältestes Gasthaus) |
|      | Werndl-Haus                                                          | náměstí Krále Jiřího z Poděbrad 472/27 (Lage)                                          | DS, Werndlsches Geschlechterhaus, Besitzer: Johann Philipp Werndl von Lehenstein (1721), Werndlsches Wappen im Hof, große, gotische Eingangshalle mit gotischem Hofportal |
|      | Minetti-Haus                                                         | náměstí Krále Jiřího z Poděbrad 473/28 (Lage)                                          | DS |
|      | Martini-Haus                                                         | náměstí Krále Jiřího z Poděbrad 474/29 (Lage)                                          | DS, Johann Philipp Martini, Bürgermeister († 1700), Geburtshaus des Pianisten Rudolf Serkin |
|      | Haus „Am scharfen Eck“                                               | náměstí Krále Jiřího z Poděbrad 475/30 (Lage)                                          | DS, ehem. Junckhersches Geschlechterhaus, Eckhaus mit Wappen (1396), Aufenthalt des Königs Georg von Podiebrad (1459 und 1461) |
|      | Limbeck-Haus (auch Bigatto-Haus)                                     | náměstí Krále Jiřího z Poděbrad 476/31-Jateční 2 (früher Schlögelgasse) (Lage)         | DS, Besitzer: Familie Bigatto (1656), Johann Adam Limbeck (1747), ab 1793 Maxmilian Limbeck, Ritter von Lilienau, mächtiges Eckhaus zur Schlegelgasse, hohes Steildach mit drei Gaubenreihen |
|      | Haus „Zum schwarzen Bären“                                           | náměstí Krále Jiřího z Poděbrad 477/32 (Lage)                                          | DS, ehem. Gasthaus „Zum schwarzen Bären"“ mit Schankgerechtigkeit, später Sitzungsort des Egerer Landtags |
|      | Grüner-Haus                                                          | náměstí Krále Jiřího z Poděbrad 478/33 (Lage)                                          | DS, erbaut 1713 für die Familie Werndl von Lehenstein, mehrfach Bürgermeister, eines der ersten Barockhäuser, Wohnhaus des Mineralogen und Ethnologen Joseph Sebastian Grüner (1780–1864), bei dem auch Goethe zu Gast war |
|      | Löwy-Haus                                                            | náměstí Krále Jiřího z Poděbrad 479/34 (Lage)                                          | DS, benannt nach dem Apotheker Eduard Löwy („Löwenapotheke“) |
|      | Wildenauer-Haus                                                      | náměstí Krále Jiřího z Poděbrad 480/35 - Provaznická 1 (früher Bindergasse) (Lage)     | DS, benannt nach der Familie Wildenauer, Barockfassade (18. Jh.) mit Durchfahrt zur Provaznická |
|      | Schlick-Haus                                                         | náměstí Krále Jiřího z Poděbrad 481/36 (Lage)                                          | DS, Schlicksches Geschlechterhaus, Besitzer: Schlick von Lasan auf Seeberg |
|      | Werner-Haus                                                          | náměstí Krále Jiřího z Poděbrad 482/37 (Lage)                                          | DS, benannt nach dem Bürgermeister Erhard Wernher, († 1558) |
|      | Haus „Zur goldenen Sonne“ (zerstört), jetzt ein Neorenaissancebau    | náměstí Krále Jiřího z Poděbrad 483/38 - Židovská 7 (früher Judengasse) (Lage)         | urspr. gotisches Haus, barocker Umbau, seit 1620 Haus „Zur goldenen Sonne“, Aufenthaltsort von Goethe bei seinen Besuchen in Eger (1806–1826), 1883 durch Brand zerstört, 1884/1885 (zusammen mit ehem. Haus Türkenkopf 484/3) von Gustav Wiedermann durch einen Bau im Stil der altdeutschen Neurenaissance für die Hauptpost und Egerer Sparkasse ersetzt, der Ratskeller im Untergeschoss ist mit Täfelungen und Gemälden aus der Geschichte Egers und aus Goethes „Faust“ (um 1905) von Josef Reiner (1863–1931) ausgestattet |
|      | Haus Türkenkopf (zerstört)                                           | Židovská 484/3 - náměstí Krále Jiřího z Poděbrad 39 (Lage)                             | abgerissen, 1884/1885 von Gustav Wiedermann durch einen Neurenaissance-Bau ersetzt |
|      | Widtmann-Haus I (zerstört)                                           | náměstí Krále Jiřího z Poděbrad 485/40 (Lage)                                          | alte Bausubstanz durch Umbau von 1966 zerstört |
|      | Widtmann-Haus II                                                     | náměstí Krále Jiřího z Poděbrad 487/41 (Lage)                                          | errichtet 1892, mit dem ehem. Göldner-Dressel-Haus Nr. 488 zusammengelegt zum Kaufhaus Widtmann, breite Fassade in neubarockem Stil |
|      | Hornig-Haus                                                          | Kamenná 489/1 - náměstí Krále Jiřího z Poděbrad 42 (Lage)                              | DS, ehem. Blechschmid-Haus, benannt nach dem Stadtarzt Mathes Hornig, der als erster die Heilwirkung der Franzensquelle (Schledaer Säuerling) beschrieben hat, ehem. Marktplatz 489/42 |
|      | Das Stöckl Nr. 494 bis 504                                           | náměstí Krále Jiřího z Poděbrad (Lage)                                                 | DS, Wahrzeichen des Egerer Marktplatzes – mittelalterlicher Häuserblock, genannt „Stöckl“, Komplex von elf zusammengelegten Häusern aus der Mitte des 15. Jhs. mit späteren Umbauten aus dem 19. Jh., geteilt durch das Kramergäßchen (1472) |
|      | Das Stöckl – Westseite Nr. 494 bis 499                               | náměstí Krále Jiřího z Poděbrad 494/43 und 499/49 bis 495/53 (Lage)                    | DS, Empirehaus Nr. 494 mit Mansarddach als nördlicher Abschluss, Haus Nr. 496 mit dem Fachwerk-Querflügel und Haus Nr. 497 mit dem Holzgang zu einem Gebäude vereinigt |
|      | Das Stöckl – Ostseite Nr. 500 bis 504                                | náměstí Krále Jiřího z Poděbrad 504/44 bis 500/48 (Lage)                               | DS, Eckhaus Nr. 500 zum offenen Marktplatz, urspr. Gesimsecken mit zwei Neidköpfen, Haus Nr. 502 mit bemalter Kassettenholzdecke, Haus Nr. 503 mit Spitzbogenportal, gotisches Eckhaus Nr. 504 |
|      | Barockes Bürgerhaus                                                  | Jateční 449/14 (Lage)                                                                  | DS, Bürgerhaus mit hochbarocker Fassade (1682) im historischen Zentrum der Stadt, polychrome Holzstatue des hl. Wenzel aus dem 18. Jh. |
|      | Steinhaus                                                            | Březinova 469/6 (Lage)                                                                 | DS, Bürgerhaus, früher Rotkirchstraße |
|      | Haus Karl Groth – Kargs Restaurant                                   | Svobody 7/1 (früher Bahnhofstr.) (Lage)                                                | DS, 1865 Umbau durch Adam Haberzettl nach dem Durchbruch der Bahnhofstraße, später Kargs Restaurant – 1932 Umbau zur „Kreditanstalt der Deutschen“ mit neuer Fassadengestaltung durch Arthur Payr |
|      | Dietrich-Haus                                                        | Svobody 9/2 (Lage)                                                                     | DS, benannt nach Georg Dietrich (1531) |
|      | Eberhard-Haus                                                        | Svobody 9/2 (Lage)                                                                     | DS, benannt nach dem Maler und Ratsherrn Georg Adam Eberhard (1658), ehem. Adresse Marktplatz 23, Umbau 1865 durch den Baumeister Adam Haberzettl |
|      | Haus Georg Lohr (auch Kaufhaus genannt)                              | Svobody 543/7 (Lage)                                                                   | Eckhaus Svobody/Komenského, errichtet von Adam Haberzettl (1872) |
|      | Haus Christoph Katholing                                             | Svobody 533/9 (Lage)                                                                   | zweistöckigen Wohnhauses Nr. 533, errichtet von Adam Haberzettl (1872) |
|      | Haus Georg Lohr                                                      | Svobody 532/11 (Lage)                                                                  | Wohn- und Mietshaus Georg Lohr, errichtet von Adam Haberzettl (1866) |
|      | Haus Georg Hackl                                                     | Svobody 542/12 (Lage)                                                                  | Haus des Zahnarztes MUDr. Georg Hackl, errichtet von Adam Haberzettl (1872) |
|      | Haus Salomon Sichel                                                  | Svobody 586/13 (Lage)                                                                  | Haus Salomon Sichl, Projekt von Johann Siegl (1891), später Drogerie „Zum Schutzengel“ (U Strážného anděla) |
|      | Haus Heinrich Bloch                                                  | Svobody 548/14 (Lage)                                                                  | Haus Heinrich Bloch, Projekt von Johann Siegl (1873) |
|      | Haus Heinrich Lang                                                   | Svobody 587/15 (Lage)                                                                  | Haus Heinrich Lang, Projekt von Johann Siegl (1891) |
|      | Haus „Germania“ – Kaufhaus GEC                                       | Svobody 561/16 (Lage)                                                                  | Geschäftshaus für Georg Lorenz Köstler, Architekt: Karl Mattusch (1930) |
|      | Haus Simon und Anna Wetzler                                          | Svobody 569/18 (Lage)                                                                  | Haus der Familie Wetzler, errichtet durch Karl Haberzettl (1879) |
|      | Gebäude der Böhmischen Escompte-Bank und Credit-Anstalt Filiale Eger | Májová 104/31 (Lage)                                                                   | früher Haus „Zum Schwarzen Bären“, Neubau Bankgebäude (1929), Architekt: Friedrich Lehmann |
|      | Haus Wilhelm Künzel                                                  | Májová 588/33 (früher Schanzgasse) (Lage)                                              | Haus Künzel (1891), 1908 Filiale der Anglo-Österreichischen Bank, ab 1922 Anglo-Tschechoslowakische Bank |
|      | Gebäude der Egerer Eskompte Gesellschaft                             | Májová 71/36 (Lage)                                                                    | Architekt:Karl Haberzettl (1900), ab 1922 Centralbank der Sparkassen, 1937 Kreditanstalt der Deutschen |
|      | Wohn- und Geschäftshaus Adam Muck                                    | Svobody 547/19 (Lage)                                                                  | errichtet 1868 durch Adam Haberzettl († 1871), Umbau 1901 durch Karl Haberzettl |
|      | Haus Marie Rahn                                                      | Svobody 106/21 (Lage)                                                                  | errichtet 1885 durch Karl Haberzettl |
|      | Haus Heinrich Welzel / Kino Gloria Palast                            | Svobody 97/23 (Lage)                                                                   | Haus des Weinhändlers Welzel, errichtet 1889 durch Karl Haberzettl, 1936 Kino Gloria Palast |
|      | Haus Johann John                                                     | Svobody 565/25 (Lage)                                                                  | errichtet 1876 durch Karl Haberzettl |
|      | Haus August Sommer                                                   | Svobody 1572/24 und 72/26 (Lage)                                                       | Haus des Arztes MUDr. August Sommer, errichtet 1892 durch Karl Haberzettl |
|      | Haus Johann Theodor Meier                                            | Svobody 144/27 (Lage)                                                                  | errichtet 1872 durch Karl Haberzettl |
|      | Miets- und Geschäftshäuser der Firma J. Zuckermann´s Söhne           | Svobody 73/28 und 74/30 (Lage)                                                         | Haus der Brüder Moritz und Jakob Zuckermann, errichtet 1891 durch Karl Haberzettl |
|      | Haus Muck – Bäckerei Brusch                                          | Svobody 563/29 (Lage)                                                                  | Haus Magdalena und Josef Muck errichtet 1875 durch Karl Haberzettl, 1879 Bäckerei Ernst Brusch |
|      | Haus Michael Brusch                                                  | Svobody 564/31 (Lage)                                                                  | Haus Michael Brusch, Architekt: Karl Haberzettl (1875) |
|      | Hotel Kronprinz Rudolf (Continental)                                 | Svobody 75/32 (Lage)                                                                   | Hotel Kronprinz Rudolf, errichtet 1873 durch Karl Haberzettl für Michael Beck und Ignaz Glaser, ab 1919 Hotel Continental, 1940 arisiert |
|      | Haus Barbara und Ludwig Peter – Deutsches Haus                       | Svobody 151/33 (Lage)                                                                  | Wohn- und Geschäftshaus mit Neorenaissance-Portal (1879), Architekt: Karl Haberzettl |
|      | Café Wallenstein                                                     | Svobody 126/34 (Lage)                                                                  | Haus des Bäckermeisters Adam (1874) |
|      | Haus Andreas Forster                                                 | Svobody 768/38 (Lage)                                                                  | Haus Forster (1906) |
|      | Haus der Firma Focke & Pichler                                       | Svobody 79/40 (Lage)                                                                   | Projekt: Josef Haberzettl (1904) |
|      | Geschäfts- und Mietshaus Johann Hans Stocker                         | Evropská 1566/41 (früher Grabenstraße) - Svobody 35 (Lage)                             | DS, Haus Stocker (1913) |
|      | Stadttheater Eger                                                    | Divadelní náměstí 556/10 (früher Theaterplatz) (Lage)                                  | errichtet 1873/74 nach Plänen des Egerer Architekten Vinzenz Prökl vom Baumeister Karl Haberzettel im Stil der Neurenaissance, Innenausstattung vom Darmstädter Hofdekorationsmeister Lehnert und dem Franzensbader Dekorationsmaler Karl Johann Brömse, Entwurf für den Theatervorhang von Josef Reiner |
|      | Kreuzinger-Bibliothek                                                | Obrněné brigády 615/1 (früher Gschierstraße) (Lage)                                    | errichtet 1909–1911, benannt nach dem Unternehmer Dominik Kreuzinger (1856–1903), Architekt: Max von Loos |
|      | Ehem. Finanzamt, jetzt Gewerbeamt                                    | 26. dubna 21/4 (Lage)                                                                  | errichtet 1857 von Adam Haberzettl |
|      | Ehem. Versicherung St. Florian                                       | 26. dubna 573/10 (Lage)                                                                | errichtet 1880 von Karl Haberzettl |
|      | Obertorschule                                                        | Májová 252/14 (Lage)                                                                   | 1891/92 unter der Leitung von Stadtbaumeister J. Thurner von den Baumeistern C. H. König und Kraus erbaut, jetzt 2. Grundschule |
|      | Bezirksgericht                                                       | Lidická 1066/1 (Lage)                                                                  | Bezirksgericht (Okresní soud), errichtet 1905 |
|      | Handels- und Gewerbekammer Eger                                      | Sládkova 159/1 (Lage)                                                                  | Gebäude der ehemaligen Handels- und Gewerbekammer, jetzt Bankgebäude, Architekt: Gustav Wiedermann (1899) |